# Das Laster
Das Laster  è un film muto del 1915 diretto da Richard Oswald.

## Trama
In una famiglia, il figlio alcolizzato combatterà inutilmente contro il suo vizio.

## Produzione
Il film fu prodotto da Jules Greenbaum per la sua casa di produzione, la berlinese Greenbaum-Film GmbH.

## Distribuzione
Uscì nelle sale cinematografiche tedesche il 12 marzo 1915. La censura di Berlino ne vietò la visione ai minori.